# Se me enamora el alma
Se me enamora el alma es una canción compuesta por José Luis Perales para el álbum homónimo de Isabel Pantoja en 1989.

## Descripción
A diferencia de los temas anteriores de la artista, más oscuros y marcados por la ausencia del ser amado, con esta canción la intérprete recupera el tono de optimismo, cantando al amor y en con un estilo más moderno y un ritmo pegadizo.

## Versiones
Versionada por la banda Pumpin' Dolls (2005). En la película de 2017 "El autor", la actriz Adelfa Calvo interpreta esta canción en un karaoke, y volvió a interpretarla en la gala de la XXI edición del Festival de Cine de Málaga.
Interpretada tanto por la cantante Ángeles Muñoz, como por el cómico Jorge Cadaval en el talent show de Antena 3 Tu cara me suena (2013).